# Сергей Барбарез
Сергей Барбарез (босн. Sergej Barbarez, нар. 17 вересня 1971, Мостар) — боснійський футболіст, що грав на позиції півзахисника, нападника. По завершенні ігрової кар'єри — тренер.
Виступав, зокрема, за «Гамбург» та «Баєр 04», а також національну збірну Боснії і Герцеговини.

## Клубна кар'єра
Народився 17 вересня 1971 року в місті Мостар. Вихованець футбольної школи клубу «Вележ».
У дорослому футболі дебютував 1991 року в Німеччині виступами за команду клубу «Ганновер 96», в якій провів два сезони, взявши участь у 18 матчах чемпіонату.
Згодом з 1993 по 2000 рік грав у складі команд клубів «Уніон» (Берлін), «Ганза» та «Боруссія» (Дортмунд).
Своєю грою за останню команду привернув увагу представників тренерського штабу клубу «Гамбург», до складу якого приєднався 2000 року. Відіграв за гамбурзький клуб наступні шість сезонів своєї ігрової кар'єри. Більшість часу, проведеного у складі «Гамбурга», був основним гравцем команди. У складі «Гамбурга» був одним з головних бомбардирів команди, маючи середню результативність на рівні 0,37 голу за гру першості. А в сезоні 2000/01 з 22 голами поділив з Еббе Сандом статус найкращого бомбардира бундесліги.
Завершив професійну ігрову кар'єру у клубі «Баєр 04», за команду якого виступав протягом 2006—2008 років.

## Виступи за збірну
14 травня 1998 року дебютував в іграх за національну збірну Боснії і Герцеговини товариським матчем проти збірної Аргентини. Залучався до складу боснійської збірної до 2006 року, протягом останніх років був капітаном національної команди.

## Тренерська кар'єра
5 січня 2011 року Барбарез отримав Про-ліцензію УЄФА в навчальному закладі Футбольної асоціації Боснії та Герцеговини в Ябланиці.
19 квітня 2024 року Барбарез був призначений новим головним тренером національної збірної Боснії та Герцеговини, підписавши чотирирічний контракт із боснійською федерацією.

## Титули і досягнення
- Володар Кубка Німеччини (1):

«Ганновер 96»: 1991/92
- Володар Кубка німецької ліги (1):

«Гамбург»: 2003
- Володар Кубка Інтертото (1):

«Гамбург»: 2005
- Найкращий бомбардир чемпіонату Німеччини: 2000/01

## Особисте життя
Барбарез одружений зі шкільною коханою Анею, яка теж родом з Мостара. У них є двоє синів, Філіп-Андре (нар. 1994) і Сергіо-Луїс (нар. 1999). Барбарез був членом ради директорів «Гамбурга» з 25 січня 2009 року по 28 травня 2010 року.